# Автошлях Т 0605
Автошля́х Т 0605 — автомобільний шлях територіального значення у Житомирській області. Пролягає територією Коростенського та Звягельського районів через Майдан Копищанський (пункт контролю) — Олевськ — Ємільчине — Сімаківку – Котлярку. Загальна довжина — 98,5 км.

## Маршрут
Автошлях проходить через такі населені пункти:
| Автошлях Т 0605                      |         |
| Житомирська область                  |         |
| Коростенський район                  |         |
| Майдан Копищанський (пункт контролю) |         |
| Майдан-Копищенський                  |         |
| Хочине                               |         |
| Рудня-Хочинська                      |         |
| Юрове                                |         |
| Сущани                               |         |
| Хмелівка                             |         |
| Олевськ                              |         |
|                                      | E373М07 |
| Кишин                                |         |
| Зубковичі                            |         |
| Звягельський район                   |         |
| Рудня-Іванівська                     |         |
| Підлуби                              |         |
| Ємільчине                            |         |
| Кам'яногірка                         |         |
| Степанівка                           |         |
| Сімаківка                            | Р49     |